# Серебряный лев
«Серебряный лев» (итал. Leone d’Argento) — награда, вручаемая на Венецианском кинофестивале. До 1995 года Серебряные Львы не присуждались нескольким фильмам, так как участвовали в Золотом льве. В разное время Серебряным львом награждались короткометражные и дебютные фильмы.

## Победители

### 1953—1957
В период с 1953 по 1954 года Серебряные львы были вручены фильмам, которые участвовали в Золотом льве, в качестве второго приза.
- 1953
  - Маленький беглец — Рэй Эшли, Моррис Энджел и Рут Оркин
  - Мулен Руж — Джон Хьюстон
  - Садко — Александр Птушко
  - Тереза Ракен — Марсель Карне
  - Сказки туманной луны после дождя — Кэндзи Мидзогути
  - Маменькины сынки — Федерико Феллини
- 1954
  - В порту — Элиа Казан
  - Управляющий Сансё — Кэндзи Мидзогути
  - Семь самураев — Акира Куросава
  - Дорога — Федерико Феллини
- 1955
  - Подруги — Микеланджело Антониони
  - Большой нож — Роберт Олдрич
  - Циске по прозвищу «Крыса» — Вольфганг Штаудте
  - Попрыгунья — Самсон Самсонов
- 1956 — Не вручалась
- 1957 — Белые ночи — Лукино Висконти

### 1958—1982
- 1966 — Чаппакуа — Конрад Рукс

### 1983—1987
В период с 1983 по 1989 Серебряный лев награждался за лучшую дебютную работу.
- 1983 — Аллея черных лачуг — Эзан Пальси
- 1984 — Сонатина — Мишлен Ланкто
- 1985 — Пыль — Марион Хэнсель
- 1986 — Король и его кино — Карлос Сорин
- 1987 — Морис — Джеймс Айвори

### 1988—1994
С 1988 года награда вручалась одному или нескольким фильмам, номинированным на Золотого льва.
- 1988 — Пейзаж в тумане — Тео Ангелопулос
- 1989
  - Воспоминания Жёлтого Дома — Жуан Сезар Монтейру
  - Смерть мастера чайной церемонии — Кэй Кумаи
- 1990 — no award
- 1991
  - Подними красный фонарь — Чжан Имоу
  - Король-рыбак — Терри Гиллиам
  - Я больше не слышу гитары — Филипп Гаррель
- 1992
  - Отель де Люкс — Дан Пица
  - Ветчина, ветчина — Бигас Луна
  - Сердце зимой — Клод Соте
- 1993 — Кош ба кош — Бахтиер Худойназаров
- 1994
  - Небесные создания — Питер Джексон
  - Маленькая Одесса — Джеймс Грэй
  - Телец — Карло Маццакурати
- 1995-наши дни — Не вручалась

## Серебряный лев за лучший сценарий
- 1990 — Сирап — Хелла Рюслинге

## Серебряный лев за лучший короткометражный фильм
- 1996 — Ребёнок — Сима Урале
- 1999 — Портрет рисующего молодого человека — Тебохо Малаци
- 2000 — Телефонный звонок для Женевьевы Сноу — Питер Лонг
- 2001 — Друзья — Ян Крюгер
- 2002 — Клоун — Ирина Евтеева
- 2003 — Нефть — Мурад Ибрагимбеков
- 2004 — Знак причастности — Камель Шериф
- 2005 — Xiaozhan — Chien-ping Lin
- 2006 — Comment on freine dans une descente? — Аликс Делапорте
- 2007 — Хуже некуда — Пэдди Консидайн

## Серебряный лев за лучшую режиссёрскую работу
- 1990 — Мартин Скорсезе — Славные парни
- 1991 — Чжан Имоу — Подними красный фонарь, Терри Гиллиам — Король-рыбак, Филипп Гаррель — Я больше не слышу гитары
- 1992 — Клод Соте — Сердце зимой, Дан Пица — Отель де Люкс, Бигас Луна — Ветчина, ветчина
- 1993 — Бахтиер Худойназаров — Кош ба кош
- 1994 — Карло Маццакурати — Телец, Питер Джексон — Небесные создания, Джеймс Грэй — Маленькая Одесса
- 1995—1997 — Не вручалась
- 1998 — Эмир Кустурица — Чёрная кошка, белый кот
- 1999 — Чжан Юань — Семнадцать лет
- 2000 — Буддхадев Дасгупта — Уттара
- 2001 — Бабак Паями — Тайное голосование
- 2002 — Ли Чан Дон — Оазис
- 2003 — Такэси Китано — Затойчи
- 2004 — Ким Ки Дук — Пустой дом
- 2005 — Филипп Гаррель — Постоянные любовники
- 2006 — Ален Рене — Сердца
- 2007 — Брайан Де Пальма — Без цензуры
- 2008 — Алексей Герман-младший — Бумажный солдат
- 2009 — Ширин Нешат — Женщины без мужчин
- 2010 — Алекс де ла Иглесиа — Печальная баллада для трубы
- 2011 — Шанцзюнь Цай — Люди горы люди море
- 2012 — Пол Томас Андерсон — Мастер
- 2013 — Александрос Авранас — Госпожа жестокость
- 2014 — Андрей Кончаловский — Белые ночи почтальона Алексея Тряпицына
- 2015 — Пабло Траперо — Клан
- 2016 — Андрей Кончаловский — Рай
- 2017 — Ксавье Легран — Опекунство
- 2018 — Жак Одиар — Братья Систерс
- 2019 — Рой Андерссон — О бесконечности
- 2020 — Киёси Куросава — Жена шпиона
- 2021 — Джейн Кэмпион — Власть пса
- 2022 — Лука Гуаданьино — Целиком и полностью
- 2023 — Маттео Гарроне — Я — капитан
- 2024 — Брэди Корбет — Бруталист

## Серебряный лев: Гран-при жюри
- 2017 — Самуэль Маоз — «Фокстрот»[1]

## Серебряный лев: Откровение
- 2006 — Эмануэле Криалезе — Новый свет